# Marcel Loiseau
Pour les articles homonymes, voir Loiseau.
Marcel Eloi Loiseau (Fontenelle-en-Brie, 1er décembre 1891 – Mouilly, 14 octobre 1914), soldat au 106e régiment d'infanterie, est connu pour avoir été fusillé pendant la Première Guerre mondiale pour abandon de poste et mutilation volontaire, puis réhabilité en 1922 en raison des charges insuffisantes.

## Biographie
Né au hameau du Bois Railler (commune de Fontenelle-en-Brie), il est le fils du cultivateur Félix Eugène Loiseau et de Mathilde Ernestine Fagot.
Lui-même cultivateur, il est incorporé le 10 octobre 1912 au 106e régiment d'infanterie dans le cadre de son service militaire.

### La Première Guerre mondiale
À la déclaration de guerre, Marcel Loiseau est conscrit depuis presque deux ans. Il est agent de liaison cycliste de son unité.
Le 27 septembre 1914, lors d'une attaque à Vaux-lès-Palameix (Meuse) près de Verdun, il est blessé. Il se rend à l'infirmerie lorsqu'il croise le capitaine Gerard, commandant la 1re compagnie du 106e R.I., qui lui donne l'ordre de regagner les lignes malgré sa blessure. Le soldat, qui souffre, désobéit et rejoint l'infirmerie pour se faire soigner. L'officier rédige un rapport et l'accuse de s'être mutilé volontairement. Le 11 octobre 1914, le conseil de guerre de la 12e division d'infanterie condamne Marcel Loiseau à la peine de mort pour abandon de poste et mutilation volontaire. La sentence est exécutée le 14 octobre 1914 à Mouilly. L'exécution évoquée dans Ceux de 14 écrit par Maurice Genevoix correspond à celle de Marcel Loiseau,.

### Réhabilitation
Le 17 mars 1922, la chambre criminelle de la Cour de cassation constatant qu'il n'y avait pas de charges suffisantes, réhabilite le fusillé. Sa réhabilitation est due, en partie, à l’action de la Fédération de l’Aisne des associations de mutilés, veuves et anciens combattants.